# Kensington
Kensington là một quận lớn nằm ở phía tây của trung tâm Luân Đôn, thuộc Khu hoàng gia Kensington và Chelsea. Nằm ngay trên rìa phía tây của Công viên Hyde, quận Kensington biết đến bởi các tòa nhà mang lối kiến trúc Victoria. Ngoài ra còn có một số quán cà phê, quán rượu và quán bar.
Quận Kensington nổi tiếng với con đường trực tiếp chạy vào Cung điện Kensington, Đại học Hoàng gia Luân Đôn, bảo tàng Royal Albert Hall và Bảo tàng Lịch sử Tự nhiên Luân Đôn.

## Vị trí địa lý

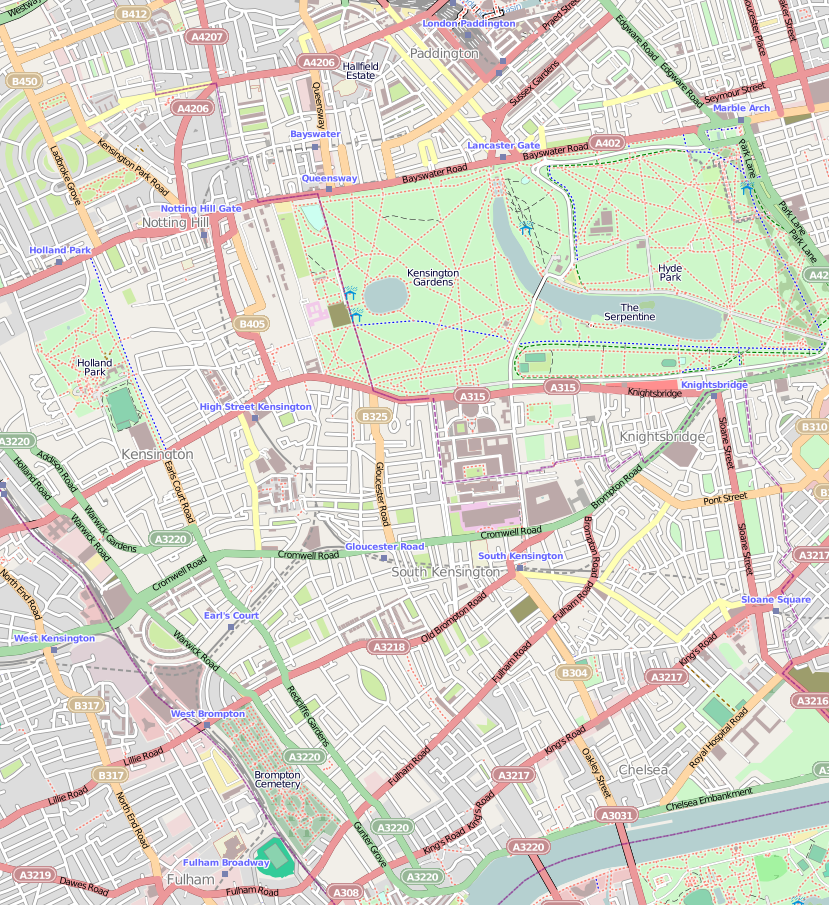
Bản đồ quận Kensington ([//upload.wikimedia.org/wikipedia/commons/e/e0/Location_map_Kensington.png chạm vào để phóng to])

Bản đồ thể hiện các phường trong khu vực quận Kensington (1916)

Quận Kensington giáp quận Notting Hill về phía bắc, Brompton và Knightsbridge về phía đông, Chelsea và Earl's Court về phía nam và Hammersmith và Shepherd's Bush về phía tây. Quận cũng bao gồm Nam Kensington.

## Chính trị
Kensington là khu vực bầu cử của Vương quốc Anh có thu nhập trung bình cao nhất và đã liên tục bầu chọn đảng bảo thủ cho đến năm 2017. Trong cuộc Tổng tuyển cử ở Anh năm 2017, ứng cử viên của Đảng Lao động đã được bầu với số phiếu 35 điểm trong một trong những kết quả bầu cử gần nhất.
Quận Kensington được quản lý bởi Khu hoàng gia Kensington và Chelsea, và nằm trong khu vực bầu cử quốc hội Kensington.